# François Rude
François Rude (Dijon, 4 de enero de 1784 - París, 3 de noviembre de 1855) fue un escultor francés del romanticismo.

## Biografía

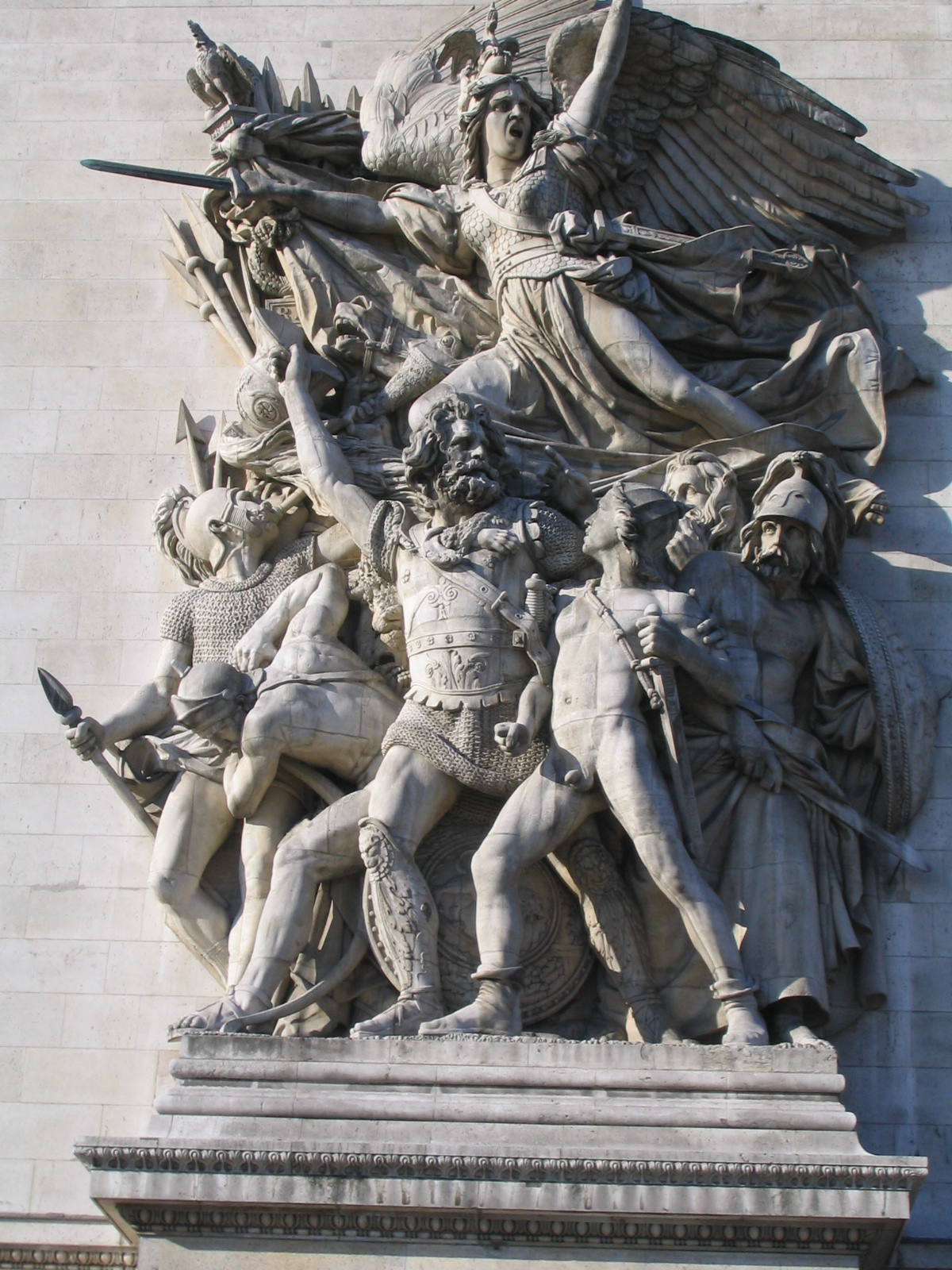
La Marsellesa, obra más conocida de Rude.

Nacido en Dijon, trabajó con su padre hasta los 16 años, pero recibió formación como dibujante por parte de François Devosges, donde aprendió que un contorno fuerte y simple era un ingrediente valiosísimo en las artes plásticas En 1809 marchó a París desde la escuela de arte de Dijon, y se convirtió en alumno de Pierre Cartellier, obteniendo el Grand Prix de Rome en 1812. Después de la segunda restauración de los Borbones se retiró a Bruselas, donde, probablemente debido a la intervención del exiliado Jacques-Louis David obtuvo algunos encargos del arquitecto Charles Vander Straeten, quien lo empleó para ejecutar nueve bajorrelieves en el palacio de Tervuren, hoy destruido.

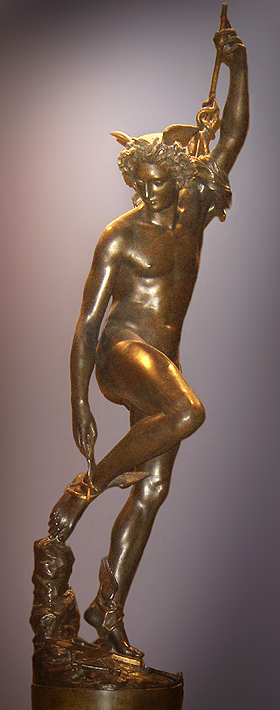
Mercurio atándose las sandalias, Louvre.

En Bruselas, Rude se casó con Sophie Fremiet, hija de un compatriota bonapartista hacia quien tenía una serie de obligaciones, pero que con alegría le otorgó la posibilidad de regresar a París, donde llamó la atención en 1827 gracias a una estatua de la Virgen para St Gervais y un Mercurio atándose las sandalias (hoy en el Museo del Louvre).
Su gran éxito, no obstante, data de 1833, cuando obtuvo la legión de honor por su estatua de Niño pescador napolitano jugando con una tortuga (hoy en el Louvre), que también le sirvieron para obtener el importante encargo para hacer un alto-relieve para el arco de triunfo de l'Étoile: se trata de Départ des volontaires de 1792, comúnmente conocido como La Marsellesa, que es su obra más célebre. Es una obra llena de energía y fuego, que inmortalizó el nombre de Rude.
Entre otras obras suyas, pueden mencionarse Napoleón despertando a la inmortalidad (1845-1845, Museo de Orsay, París), la estatua del matemático Gaspard Monge (1848), Juana de Arco, en los jardines de Luxemburgo (1852), un calvario en bronce para el altar mayor de San Vicente de Paul (1855), así como Hebe y el águila de Júpiter (Museo de Bellas Artes, Dijon), Amor triunfante y Cristo en la cruz, todas las cuales aparecieron en el Salón de París de 1857 después de su muerte.
Un discípulo importante de Rude fue Jean-Baptiste Carpeaux, quien posteriormente ejecutó su propia versión del Niño pescador napolitano, un tema popular en aquella época). También se encuentran entre sus alumnos Charles Cordier y su hijastro Paul Cabet que fue también escultor.
El Museo Rude de Dijon, inaugurado en 1947, está dedicado a moldes de escayola de sus obras que fueron adquiridos por la ciudad de Dijon, entre 1887 y 1910; está albergado en el transepto de la iglesia del siglo XI de Saint-Etienne en la calle Vaillant. pico

## Sus obras

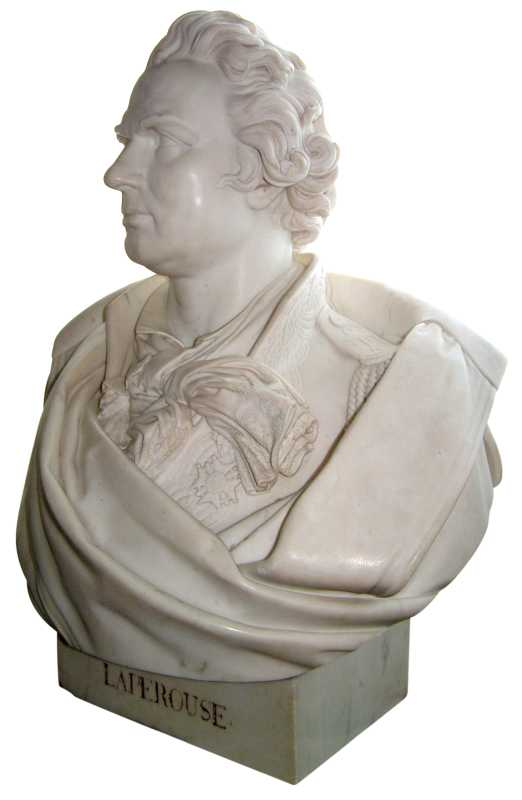
Busto de La Pérouse, 1828.

- Lapérouse, busto (1828), París, Museo de la Marina
- Le mathématicien Gaspard Monge (El matemático Gaspard Monge), estatua (1848)
- Jeanne d'Arc (Juana de Arco) (1852), París, jardín de Luxemburgo
- Calvario en Bronce para el altar de San Vicente de Paul (1855)
- Hébé et l'aigle de Júpiter (Hebe y el águila de Júpiter), Dijon, Museo de Bellas Artes
- Christ sur la croix (Cristo en la Cruz)
- Le Maréchal Ney (El mariscal Ney), estatua, bronce, París, ante el Observatorio
- L'éveil de Napoléon à l'Immortalité (El despertar de Napoleón a la inmortalidad), Noisot, Fixin
- La marseillaise